# Glad u Kazahstanu 1931. – 1933.
Glad u Kazahstanu 1931. – 1933., poznata i kao Kazahstanska katastrofa, ubila je, prema procjenama, između 1,5 i 2,3 milijuna stanovnika Kazaške Sovjetske Socijalističke Republike, od čega oko 1,3 milijuna Kazaha, čiji je udio u ukupnom stanovništvu pao sa 60 na 38%. Procijenjuje se da je u gladi preminulo više od 40% tadašnjeg kazačkog pučanstva, što je najviši udio od svih naroda (etničkih skupina) stradalih za Sovjetske gladi 1932. i 1933. 
Glad je nastupila zime 1930., godinu dana prije Holodomora, kao posljedica sovjetske politike kolektivizacije. Većini seljaka, posebno onima imućnijima (kulacima), između 1929. i 1933. oduzeta je većina stoke i zaliha žita. Samo 1930. zaplijenjeno je oko milijuna tona žitarica za potrebe većih gradova. Kazasi su, kao posljedica gladi, postali manjina u Kazaškoj Republici te se demografski od njezinih posljedica nisu oporavili do raspada Sovjetskoga Saveza. Dio povjesničara glad ocjenjuje genocidnom prema Kazasima, a čak niti sovjetska povjestica nije opovrgavala njezine antropogene uzroke.